# John Drake Sloat

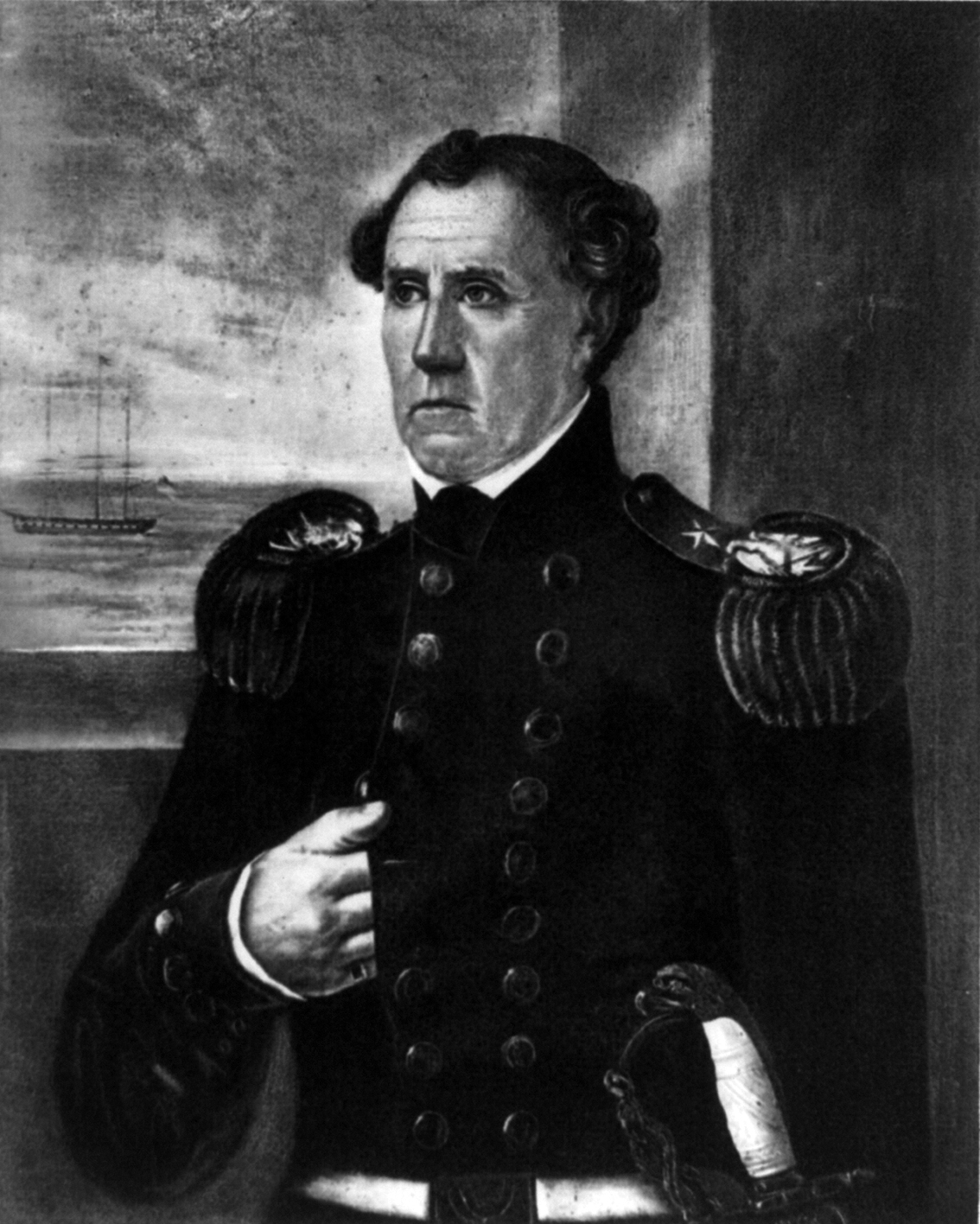
John Drake Sloat

John Drake Sloat (* 6. Juli 1781 in Sloatsburg, New York; † 28. November 1867 in New Brighton, New York) war ein US-amerikanischer Marineoffizier und Militärgouverneur von Kalifornien.

## Jugend
John Drake Sloat wurde in Sloatsburg, New York als Sohn einer niederländischen Familie geboren. Sein Vater wurde zwei Monate vor seiner Geburt während des Unabhängigkeitskrieges von einem britischen Soldaten erschossen und Sloat lernte ihn daher nie kennen. Die Mutter starb nur wenig später. Dadurch wurde er zum Waisenkind, das von den Großeltern mütterlicherseits aufgezogen wurde.

## Militärische Karriere
Der junge Sloat trat 1800 als Matrose in die Kriegsmarine ein und nahm am Krieg von 1812 teil. Nach dem Krieg durchlief er eine Offizierslaufbahn in der US Navy und diente auf verschiedenen Schiffen. Bei Ausbruch des Mexikanisch-Amerikanischen Krieges erhielt er den Befehl, an der Eroberung von Kalifornien teilzunehmen. Nach der erfolgreichen Schlacht von Monterrey verkündete er am 7. Juli 1846 den Beitritt Kaliforniens zu den Vereinigten Staaten. Für kurze Zeit wurde er der erste Militärgouverneur des Gebietes, musste aber aus gesundheitlichen Gründen dieses Amt an Robert Field Stockton abgeben. Sloat blieb bis 1866 aktiv in der Marine.

## Lebensende
Er verstarb am 28. November 1867 in New Brighton auf Staten Island und wurde auf dem Green-Wood-Friedhof in Brooklyn beigesetzt. Die US-Marine benannte mehrere Schiffe nach ihm. Außerdem wurden einige Straßen und Schulen in den USA nach ihm benannt.